# 1971年九龍大停電
1971年九龍大停電或1971年香港大停電是指1971年8月16日，因受超強颱風露絲吹襲而造成在當時英屬香港的九龍及新界廣泛地区停电，並持续數天。

## 過程

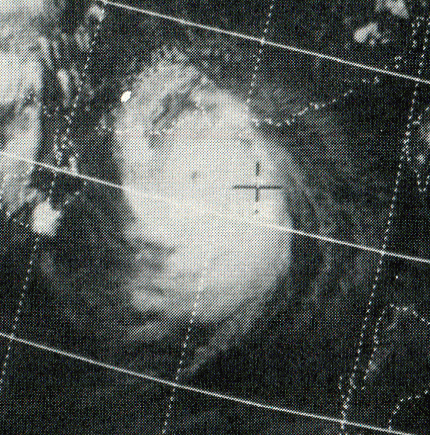
超強颱風露絲的衛星雲圖

1971年8月16日黃昏約下午五至六時，當時十號風球高懸，一塊大鐵片被巨風吹到觀塘駿業里變電站母線上面並造成高壓電纜短路。

## 影响
九龍及新界地區電力供應中斷數天。 因電力突然中斷造成多人被困升降機內，照明系統失效導致蠟燭賣斷市。醫院因擁有後備發電設備，不至於使正在做手術的病人因停電而導致送命。